# Молочайні
Молочаєві, молочайні (Euphorbiaceae) — велика родина, до якої входять переважно тропічні рослини. Більшість представників — трави, хоча, особливо у тропіках, багато дерев та кущів, деякі представники є сукулентами.

## Класифікація
Це одна з найбільших родин у підкласі розидів, вона нараховує понад 6000 видів, що згруповані у близько 300 родів. У флорі України — 44 види. Родина розділена на 3 підродини. Близько 600 видів із 7 родів є сукулентами, що нагадують кактуси і характерні для аридних і напіваридних областей Африки, острова Мадагаскар, Америки, Середземномор'я. Більшість сукулентів віднесено до підродини Euphorbioideae.
У науковців виникали сумніви щодо однорідності родини. Поліфілію молочайних вперше підтвердили дослідження ДНК насіння рослин родини у 1993 році. У ході подальших досліджень з Euphorbiaceae було виокремлено 6 нових родин: Pandaceae, Phyllanthaceae, Picrodendraceae, Putranjivaceae, Peraceae та Centroplacaceae.

### Найчисельніші роди
- Acalypha L. — Акаліфа;
- Aleurites J.R. et G. Forst — Тунг, або Масляне дерево;
- Breynia J.R. et G. Forst — Бренія;
- Codiaeum Juss — Кодієум;
- Dalechampia L. — Далешампія;
- Euphorbia L. — Молочай;
- Hevea Aubl — Гевея;
- Jatropha L. — Ятрофа;
- Manihot Mill. — Маніок;
- Rhyllanthus L. — Філантус.

## Опис
Всі представники підродини Euphorbioideae мають одностатеві квітки, що зібрані в ціацій — складне суцвіття оригінальної будови, зовні схоже на одну квітку. Ціацій складається з численних чоловічих і 1-2 жіночих квіток, які у сукупності виконують функцію двостатевої ентомофільної квітки. Ціації оточені приквітками, забарвленими переважно в зеленкувато-жовтий колір, у деяких видів вони червоні, рожеві, темно-рожеві, розміщені поодинці або зібрані в китице-, або зонтикоподібні суцвіття. Оцвітини немає або вона чашечкоподібна, рідше подвійна, тичинок 5, багато або тільки одна. Маточка з трьох плодолистиків з тригніздою верхньою зав'яззю. Плід — звичайно тригнізда коробочка, що розпадається на 3 горішки, рідше ягода або кістянка. Деякі види є дводомними рослинами.
Розміщення листків почергове, іноді супротивне або кільчасте, вони прості, рідше складні, з перистим або пальчастим жилкуванням, здебільшого з прилистками, які іноді перетворюються на волоски, залозки або колючки. Листки прості, іноді супротивні або мутовчатсті, нерідко із парними трилистниками, часто зростаються разом, перетворюються у колючки, іноді редуковані, змінюються філокладіями. Суцвіття двостатевої квітки складається із жіночої квітки (без прилистка), оточеного верхньоквітковими чоловічими суцвіттями, що складаються із 1-10 квітів і більше. Квітки в суцвіттях різних типів, актиноморфні, з подвійною оцвітиною або безпелюсткові, іноді зовсім без оцвітини, 5-членні, іноді 3- або 4-членні.
Багато видів родини молочайних є стебловими, листковими або каудексоподібними сукулентами, дуже різноманітними за життєвими формами. Листки у цих рослин з'являються на молодих частинах пагонів, часто редуковані до лусочок, прилистки видозмінені у більш-менш довгі міцні шипи або волоски. Листкові пластинки в переважній більшості видів не сукулентні і тільки у E. cylindrifolia та E. decaryi вони соковиті, завтовшки 0,3-0,5 см.

## Поширення
В Україні у дикому стані найпоширенішим і найчисельнішим (бл. 40 видів) родом цієї родини є молочай (Euphorbia). Це багаторічні, рідше однорічні рослини зі складними суцвіттями типу зонтика, щитка, китиці й ін. Молочаї поширені на толоках, вигонах, степових схилах і відслоненнях, а також у лісах і гірських луках. Звичайними на Поліссі і в Лісостепу є такі види:
- молочай лозовий (Euphorbia virgata),
- молочай кипарисовий (Euphorbia cyparissias),
- молочай досонячний (Euphorbia heliosopia),
- молочай блискучий (Euphorbia lucida).

У степовій зоні зустрічаються:
- молочай степовий (Euphorbia stepposa),
- молочай серпоподібний (Euphorbia falcata),
- молочай лежачий (Euphorbia humifusa).

У Карпатах на гірських луках і полонинах росте
- молочай карпатський (Euphorbia carpatica), у тінистих лісах
- молочай солодкий (Euphorbia dulcis).

Посушливим областям Африки властиві сукулентні деревоподібні види молочаїв, які мають вигляд кулі, колони або дерева і нерідко дивовижно схожі на мексиканські кактуси, що також ростуть у посушливих умовах.
У Хмельницькій, Рівненській, Тернопільській, Одеській, Чернівецькій та Львівській областях до Червоної книги України занесені такі види молочаїв як молочай волинський (Euphorbia volhynica Bess.) та молочай густо-волохатоплодний (Euphorbia valdevillosocarpa Arvat).

## Практичне використання
Молочайні мають велике значення в практичному застосуванні. Серед них є каучуконосні, олійні, дубильні, волокнисті, їстівні рослини, деякі з них дають цінну деревину. Представники родини використовують як лікарські, технічні й декоративні рослини. Серед них є рідкісні та зникаючі в місцях природного зростання рослини, деякі види є вузькими ендеміками. Представники родини включені до навчально-тематичних екскурсій студентів біологічних спеціальностей з морфології й географії рослин.
З тропічних рослин дуже важливе економічне значення має насамперед гевея бразильська (Hevea brasiliesis) — дерево до 30-40 м заввишки, яке дико росте у тропічних дощових лісах (гілеї, сельва) басейну Амазонки. Гевея є найголовнішим каучуконосом земної кулі, який дає до 90 % світової продукції натурального каучуку. Найбільші плантації гевеї нині зосереджені в Індонезії (на островах Ява, Суматра, Борнео), Малайзії, Шрі-Ланці і на півострові Індокитай.
Важливе промислове значення має також тунг (Aleurites), особливо його види тунг китайський (Aleurites fordii)
і тунг японський (Aleurites cordata), що дають цінну технічну олію, вміст якої в насінні досягає 45-35 %. Тунгову олію використовують при виготовленні найкращих сортів лаків, емалей і фарб. Найбільші плантації тунга китайського зосереджені в Китаї, а також в американському штаті Флорида, невеликі плантації є також на Чорноморському узбережжі Кавказу.
Рицинову олію, яку добувають з насіння рицини (Ricinus communis), широко застосовують у техніці (для змащування моторів, підшипників та ін.), для виготовлення мила, у парфумерії і медицині. Рицина походить з тропічної Африки, де вона росте у вигляді дерева. При культивуванні в помірному поясі це однорічна рослина до 2-3 м заввишки. Насіння містить 35-50 % жирної олії. Як технічну олійну рицину вирощують майже в усіх країнах світу, де дозволяє клімат. В Україні її вирощують переважно у південних областях.
У країнах Азії (Індія, Шрі-Ланка) як сільськогосподарську рослину вирощують маніоку (Manihot utilissima).